# Sikima
Sikima was een inheems dorp in het ressort Coeroenie in het uiterste zuiden van het Surinaamse district Sipaliwini.
Sikima lag aan de Sipaliwinirivier. Van hieruit vertrekt een looppad naar Pakomale, Soeli, Anapi en Papai.